# مارغريت فرازر
مارغريت فرازر (بالإنجليزية: Margaret Frazer)‏ (26 نوفمبر 1946 - 4 فبراير 2013)؛ روائية أمريكية.